# Silvio Francesco
Silvio Francesco Valente, noto solo come Silvio Francesco (Parigi, 13 luglio 1927 – Lugano, 20 agosto 2000), è stato un cantante, attore e musicista italiano.
Era fratello di Caterina Valente, al fianco della quale lavorò in alcuni periodi sia sul set sia nella canzone.

## Biografia

### Origini e carriera
Visse la sua infanzia con fratelli e sorelle, tutti a stretto contatto col talento artistico dei genitori, il fisarmonicista Giuseppe Valente e sua moglie Maria Valente, singolare figura di clown-musicista. Già da piccolo apprese a suonare numerosi strumenti musicali, tra cui la chitarra e il clarinetto.
Il 1955 fu l'anno del suo debutto sia musicale sia cinematografico. Esordì nella canzone col singolo Babatschi, riportando un buon successo. Per tutti gli anni '50 lanciò altri pezzi fortunati, ma a imporlo definitivamente fu un duetto con la sorella Caterina, Itsy Bitsy Teenie Weenie Yellow Polkadot Bikini nel 1960. In seguito creò un duo musicale con Margot Eskens, salvo poi riprendere l'attività da solista e incidere altri brani con la sorella. Al cinema invece mosse i primi passi proprio insieme a Caterina, nel film-rivista tedesco Liebe, Tanz und 1000 Schlager ("Amore, danza e 1000 canzoni di successo"). La sua carriera cinematografica proseguì fino al 1960, anno in cui egli decise di concentrarsi sulla musica; in seguito Silvio Francesco apparve solo in serie tv. Tornò sul grande schermo una sola volta nel 1990, accettando un ruolo nella parodia horror My lovely Monster.

### Morte
Morì di cancro nell'estate del 2000; è sepolto a Campione d'Italia.

## Vita privata
Nel 1984 aprì un hotel a Campione d'Italia (CO), città dove pose la sua residenza, tuttavia non abbandonò mai il mondo della musica, restando attivo per altri tre decenni. Ebbe due figli.

## Discografia

### Solista
- Babatschi (1956).
- Eine ganze Nacht (1960).
- Lula lula leila (1960).
- Hello Mary Lou (1961).
- Catarina (1962).
- Bleib bei mir (1966).

### Con Caterina Valente
- Steig in das Traumboot der Liebe (1955).
- Wie wär's (1955).
- Es geht besser, besser, besser (1955).
- O Billy Boy (1957).
- Die goldenen Spangen (1956).
- Ich wär so gern bei dir (1956).
- Ich lass dich nie mehr allein (1958).
- Roter Wein und Musik in Toskanien (1958).
- Quizas, quizas (1958).
- Es war in Portugal im Mai (1958).
- Itsy bitsy teenie weenie Honolulu-Strand-Bikini (1960).
- Die kleine Stadt will schlafen geh'n (1961).
- Quando – Quando (1962).
- The peppermint twist (1962).
- Popocatepetl-twist (1962).
- Madison in Mexico (1963).

## Filmografia parziale
- Liebe, Tanz und 1000 Schlager (1955).
- Bonjour Kathrin (1956).
- Küß mich noch einmal (1956).
- La Reine du music-hall (1956).
- Casinò de Paris, regia di André Hunebelle (1957).
- Un soir à la Scala (1957).
- Tu sei meravigliosa (Du bist wunderbar), regia di Paul Martin (1959).
- Marina (1960).
- My Lovely Monster (1990).